# بحر (شعر)

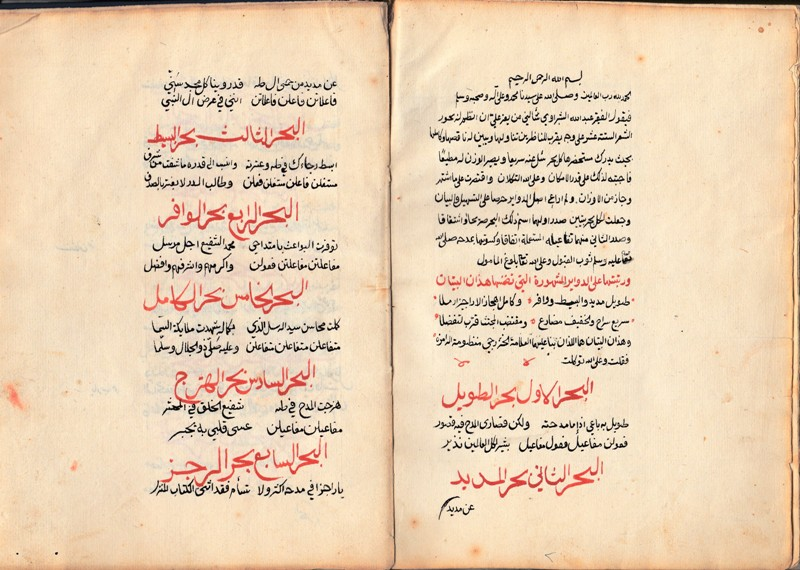
مخطوط في بحور الشعر العربي من تأليف الشيخ عبد الله الشبراوي، وكتبها الشيخ قاسم أفندي المفتي بخط يدهِ عام 1257ه، الصفحة 1، 2

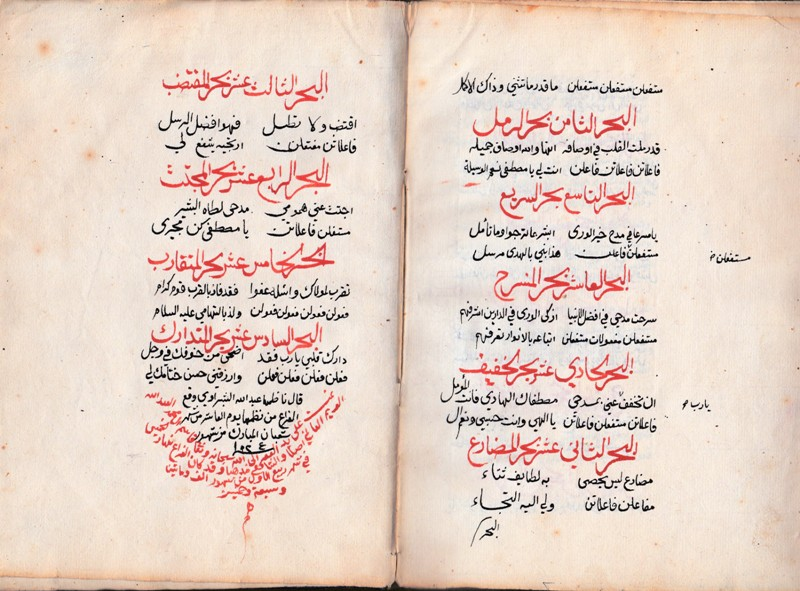
مخطوط في بحور الشعر العربي، من تأليف الشيخ عبد الله الشبراوي، وكتبها الشيخ قاسم أفندي المفتي بخط يدهِ عام 1257ه، الصفحة 3، 4

بحور الشعر أو البحر الشعري اصطلاح يُطلَق على مجموع التفاعيل التي تنظم عليها أبيات الشعر، والتفاعيل هي الأوزان. البحر هو ذلك العقد الذي ينظم عليه الشاعر قصيدته، ومكتشف هذه البحور هو الخليل بن أحمد الفراهيدي وأول من وضع مفاتيح البحور هو صفي الدين الحلي. وينقسم البحر إلى شطرين متطابقين في نوع التفاعيل وعددها.
بحور الشعر ستة عشر بحرًا وهي: (الطَّويل، المَديد، البَسيط، الوافِر، الكامِل، الهَزَج، الرَّجَز، الرَّمَل، السَّريع، المُنْسَرِح، الخَفِيف، المُضَارِع، المُقْتَضَب، المُجْتَث، المُتَقَارِب، المُحْدَث). وقد اكْتَشَفَ الخليل بن أحمد الفراهيدي من بحور الشعر خمسة عشر بَحْرًا، ثم استدرك عليه تلميذه الأخفش الأوسط البحر السادس العشر وأسماه بالبحر الْمُحْدث (ويُسمَّى أيضًًا: "بحر الخَبَب أو بحر المُتَدَارَك"). وقد جمعها أبو الطاهر البيضاوي في بيتين:
وقد نَظََّمَ صفي الدِّين الْحُلِي بيتًا لكل بَحْرٍ، وسُمِّيَت بمفاتيح البحور ليَسْهُلَ حِفْظُهَا.

## تقسيم البحور الشعرية
تنقسم البحور على قسمين:

#### البحور الصافية
البُحُورُ الصَّافِيَةٌ أو المُتَّفِقَةٌ أو المُفْرَدَةُ أو البَسِيطَةُ، وهي مؤلفةٌ من تفعيلةٍ واحدةٍ مُكَرَّرَةٍ طبقًا لنظامٍ مُعَيَّنٍ، وعددها سبعة بحور: المتقارب (تفعيلته: فعولن)، والهزج (تفعيلته: مفاعيلن)، والرجز (مستفعلن)، والكامل (متفاعلن)، والخبب (فاعلن)، والرمل (فاعلاتن)، والوافر (مفاعلتن).

#### البحور المزدوجة
البُحُورُ المُزْدَوَجَةٌ أو المُخْتَلِفَةٌ أو المُرَكَّبَةُ، وهي البحور المتبقية التي تتألفُ الوِحْدَةُ النغمية الأساسية فيها من تفعيلتَيْن مختلفتَيْنِ، مثل: فعولن مفاعيلن في بحر الطويل أو مستفعلن فاعلن في بحر السريع أو مستفعلن مفعولات في بحر المنسرح. عدد البحور تسعة، هي: الطويل، والبسيط، والمديد، والسريع، والخفيف، والمقتضب، والمنسرح، والمضارع، والمجتث.

## بحور الشعر العربي
تقسم البحور إلى:
1. بحر الطويل. وزنه: فعولن مفاعيلن فعولن مفاعلن.
2. بحر المديد. وزنه: فاعلاتن فاعلن فاعلاتن.
3. بحر البسيط. وزنه: مستفعلن فاعلن مستفعلن فعلن.
4. بحر الوافر. وزنه: مفاعلتن مفاعلتن فعولن.
5. بحر الكامل. وزنه: متفاعلن متفاعلن متفاعلن.
6. بحر الهزج. وزنه: مفاعيلن مفاعيلن.
7. بحر الرجز. وزنه: مستفعلن مستفعلن مستفعلن.
8. بحر الرمل. وزنه: فاعلاتن فاعلاتن فاعلاتن.
9. بحر السريع. وزنه: مستفعلن مستفعلن فاعلن.
10. بحر المنسرح. وزنه: مستفعلن مفعولات مستفعلن.
11. بحر الخفيف. وزنه: فاعلاتن مستفعلن فاعلاتن.
12. بحر المضارع. وزنه: مفاعيلن فاعلاتن.
13. بحر المقتضب. وزنه: مفعولات مستفعلن.
14. بحر المجتث. وزنه: مستفعلن فاعلات.
15. بحر المتقارب. وزنه: فعولن فعولن فعولن فعولن.
16. بحر المتدارك ويسمى أحيانًا المحدث أو الخَبَب. وزنه: فعلن فعلن فعلن فعلن.

| الترتيب | البحر                            | أصل تفاعيله             | مرات التكرار | مفتاح البحر                                        | ايقاع البحر |
| ------- | -------------------------------- | ----------------------- | ------------ | -------------------------------------------------- | ----------- |
| 1       | الطويل                           | فعولن مفاعيلن           | 4            | طويلٌ له دون البحور فضائلٌفعولن مفاعيلن فعولن مفاعلن |             |
| 2       | المديد                           | فاعلاتن فاعلن           | 4            | لمديد الشعر عندي صفاتُفاعلاتن فاعلن فاعلاتن         |             |
| 3       | البسيط                           | مستفعلن فاعلن           | 4            | إن البسيط لديه يبسط الأملُمستفعلن فعلن مستفعلن فعلن |             |
| 4       | الوافر                           | مفاعلتن مفاعلتن فعولن   | 2            | بحور الشعر وافرها جميلمفاعلتن مفاعلتن فعولن        |             |
| 5       | الكامل                           | متفاعلن                 | 6            | كمل الجمال من البحور الكاملمتفاعلن متفاعلن متفاعلن |             |
| 6       | الهزج                            | مفاعيلن                 | 6            | على الأهزاج تسهيلمفاعيلن مفاعيلن                   |             |
| 7       | الرجز                            | مستفعلن                 | 6            | في أبحر الأرجاز بحرٌ يسهلمستفعلن مستفعلن مستفعلن    |             |
| 8       | الرمل                            | فاعلاتن                 | 6            | رمل الأبحر ترويه الثقاتفاعلاتن فاعلاتن فاعلاتن     |             |
| 9       | السريع                           | مستفعلن مستفعلن مفعولات | 2            | بحرٌ سريع ماله ساحلمستفعلن مستفعلن فاعلن            |             |
| 10      | المنسرح                          | مستفعلن مفعولات مستفعلن | 2            | منسرح فيه يضرب المثلمستفعلن مفعولات مفتعلن         |             |
| 11      | الخفيف                           | فاعلاتن مستفعلن فاعلاتن | 2            | يا خفيفًا خفّت به الحركاتفاعلاتن مستفعلن فاعلاتن     |             |
| 12      | المضارع                          | مفاعيلن فاعلاتن مفاعيلن | 2            | تعدّ المضارعاتمفاعيلُ فاعلاتن                        |             |
| 13      | المقتضب                          | مفعولات مستفعلن         | 2            | اقتضب كما سألوامفعلات مفتعلن                       |             |
| 14      | المجتث                           | مستفعلن فاعلاتن         | 2            | أن جثت الحركاتمستفعلن فاعلاتن                      |             |
| 15      | المتقارب                         | فعولن                   | 8            | عن المتقارب قال الخليلفعولن فعولن فعولن فعول       |             |
| 16      | المحدث (ويسمى الخبب أو المتدارك) | فاعلن                   | 8            | حركات المحدث تنتقلفعلن فعلن فعلن فعل               |             |